# شولین (مینه‌سوتا)
شولین، مینه‌سوتا (به انگلیسی: Shevlin, Minnesota) یک شهر در ایالات متحده آمریکا است که در Clearwater County واقع شده‌است.

## خصوصیات
شولین ۲٫۰۷ کیلومترمربع مساحت و ۱۷۶ نفر جمعیت دارد و ۴۴۳ متر بالاتر از سطح دریا واقع شده‌است.